# Université Thomas-Sankara
 (Aout 2025).
L'université Thomas-Sankara est une université publique d'Afrique de l'Ouest actuellement située à l'est de la ville de Ouagadougou, la capitale du Burkina Faso. Elle était anciennement nommée université Ouaga II (UO2) mais elle a été rebaptisée et inaugurée le 15 octobre 2020 par le Premier ministre Christophe Dabiré en l'honneur de l'ancien président Thomas Sankara.

## Historique
L'université Ouaga II a été créée par décret le 12 décembre 2007 ; sa construction a débuté en 2008. Le siège de l'université est situé dans la commune de Saaba, à une vingtaine de kilomètres de Ouagadougou.
Cette institution universitaire a été créée dans le but de désengorger l'université de Ouagadougou.
L'université Ouaga II (UO2) a été érigée en Établissement Public de l’Etat à caractère Scientifique, Culturel et Technique (EPESCT) par décret n° 2008- 442/PRES/PM/MESSRS/MEF du 15 juillet 2008. C’est également par décret n° 2008-516/PRES/PM/MESSRS/MEF du 28 août 2008 que les statuts de l'université Ouaga II ont été adoptés. Ces statuts définissent les missions, l’organisation et le fonctionnement.
Elle a pour objectif de contribuer à la résolution des problèmes d’offre de formation et de recherche au Burkina Faso. Cette université a été constituée sur la base des Unités de formation et de recherche (UFR) de sciences économiques et gestion (SEG) et de sciences juridiques et politiques (SJP), faisant anciennement partie de l'université Ouaga 1, Pr Joseph Ki-Zerbo.

## Site

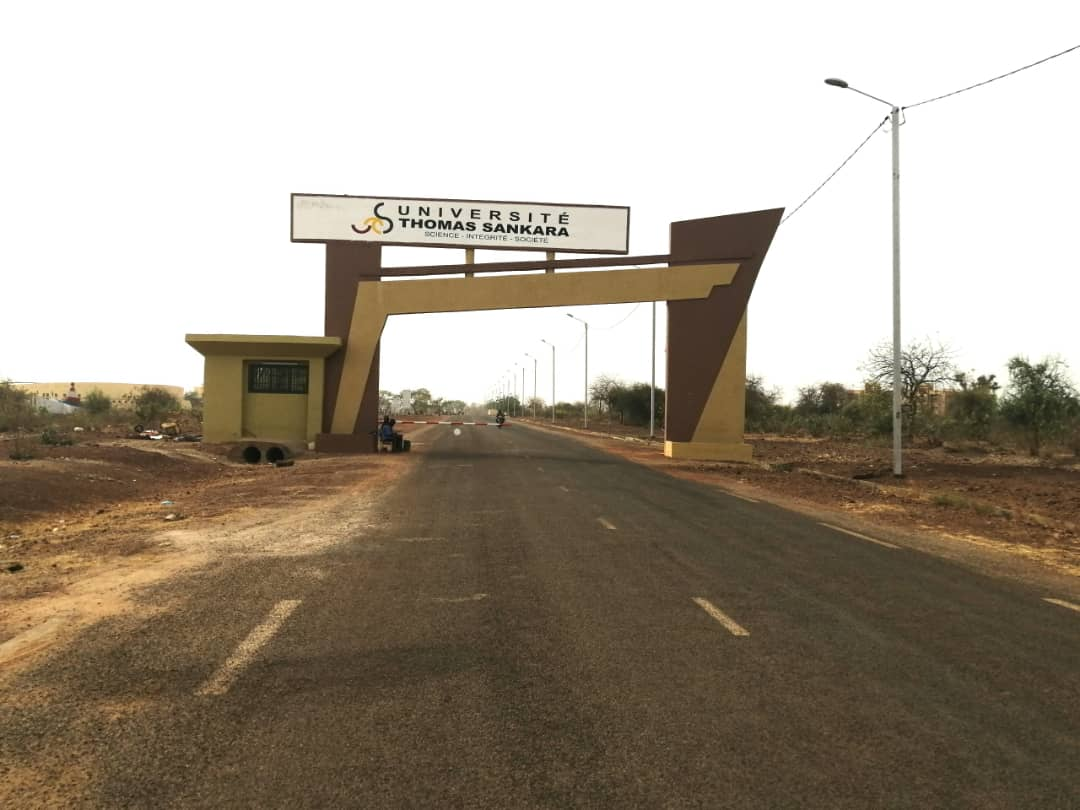
Entrée principale de l'université Thomas-Sankara.

L'université Thomas Sankara s’étend sur une superficie de 2111 ha, situé à une vingtaine de kilomètres du centre-ville de Ouagadougou, dans la commune rurale de Saaba, sur la route nationale 4 (RN4). Le site, en construction, abrite déjà un bâtiment R+2 à usage pédagogique, deux pavillons de 2500 places chacun et un amphi jumelé de 2500 équipés en matériel de visioconférence et une cité universitaire de 408 lits.
Certains projets sont en cours, notamment la construction d’un centre médical, d’une cité de 1008 lits, de deux restaurants de 600 places chacun et d’un amphi jumelé de 2500 places.
La présidence de l’UO2 est provisoirement logée dans un immeuble au secteur 23 (ex 29) à Wemtenga sur l’avenue Charles-de-Gaulle. 
Il faut noter que pour le moment, les structures de formations sont sur le campus de l'université de Ouagadougou et sur le site du SIAO (Salon international de l'artisanat de Ouagadougou).

## Équipe présidentielle
Dans le système actuel d’enseignement supérieur public, les premiers responsables, en dehors des directeurs des UFR, écoles et d’instituts, sont nommés par le gouvernement.
Ainsi, l'équipe présidentielle de l'université Ouaga 2 se compose comme suit :
- Président de l'université en 2025: Pr am ZAHONOGO
- Vice-présidents de l'université : 
  - Vice-président chargé des enseignements et des innovations pédagogiques (VP/EIP) : Pr Samuel Paré, professeur titulaire en chimie environnementale ;
  - Vice-président chargé de la recherche et de la coopération internationale (VP/RCI) : Pr Florent Songnaba, maître de conférences, agrégé des sciences de gestion.

## Formations
L'université Thomas Sankara est constituée de trois (03) Unités de Formation et de Recherche (UFR), de deux (02) Instituts et d'une École doctorale:

### UFR de sciences économiques et de gestion

#### Licences
À l’UFR/SEG, les L1 et L2 sont en tronc commun, tandis que la spécialisation commence en L3.
La L2 donne accès aux L3 en économie et en gestion. La licence L2 est une passerelle pour les concours d'entrée aux écoles de commerce ou d'administration économique et de gestion * Licence en économie agricole et sécurité alimentaire (EASA) ;
- Licence en économie de l’environnement et développement durable (EEDD) ;
- Licence en sciences de gestion (LSG) ;
- Licence en économie et gestion des entreprises et des organisations (EGEO).

#### Masters
- Master en économie appliquée et en économie agricole

Les formations de master en Économie appliquée et en Économie agricole sont organisées dans le cadre du Nouveau programme de troisième cycle inter-universitaire (NPTCI), qui est une initiative de la Conférence des institutions d’enseignement et de recherche économiques et de gestion en Afrique (CIEREA).
L’objectif est de former des économistes de haut niveau susceptibles de répondre aux demandes de recherche, d’enseignement supérieur et d’expertise des pays africains de l’espace francophone.
Le NPTCI offre des bourses aux candidats sélectionnés pour le master.
- Master en macro-économie appliquée et finances internationales (MAFI)

L’objectif global de la spécialité Master en macroéconomie appliquée et finance internationale (MAFI) est de former des économistes capables de maîtriser les principales techniques utilisées par l’analyse économique contemporaine et possédant une connaissance approfondie des principaux champs d’application de cette dernière. Les méthodes quantitatives (simulations numériques, économétrie, ...) constituent ainsi une composante essentielle de la spécialité proposée, de même que l’analyse des développements récents de la théorie macroéconomique et de ses applications. Il existe deux formations MAFI que sont : « MAFI recherche » et « MAFI professionnel ».
- Master professionnel en analyse et suivi évaluation des politiques agricoles et alimentaires (MASPAA)

La formation est à dominante économique. Toutefois, elle intègre d’autres disciplines, tels que la gestion, les mathématiques, les statistiques, l’agronomie, la sociologie. La formation diplômante va aboutir à un master II en analyse et suivi évaluation des politiques agricoles et alimentaires (MASPAA). Les débouchés potentiels des étudiants ou professionnels titulaires du MASPAA sont : les administrations publique et privée chargées des politiques agricoles et alimentaires, les institutions internationales du domaine agricole (FAO, UEMOA, CEDEAO, CILSS, FIDA, AGRAA, PAM, USAID…), tout ONG, projets et programmes bilatéraux de développement de l’agriculture, coopératives agricoles, chambres d’agriculture et l'expertise en matière d’analyse et suivi évaluation des politiques agricoles et alimentaires.

### UFR Sciences Juridiques et Politiques

#### Licences
De façon générale, les licences en droit visent à fournir aux étudiants des connaissances fondamentales dans les disciplines juridiques et dans les matières transversales nécessaires à la compréhension, à l’évolution ou à la pratique du droit avec une spécialisation au niveau L3.
- Licence (L3) en droit, option : droit privé et des affaires ;
- Licence (L3) en droit, option : droit public.

#### Masters
- Master en droit privé, option droit privé fondamental ;
- Master en droit public, option droit public fondamental ;
- Master en droit des affaires et fiscalité ;
- Master en sciences politiques ;
- Master en droit international public.

### Institut universitaire de formation initiale et continue (IUFIC)
L’Institut universitaire de formation initiale et continue (IUFIC) est un Institut de l'université Ouaga II crée le 15 juillet 2013. Il est une structure d’enseignement supérieur chargée d’assurer des formations professionnelles initiales et continues adaptées aux nouvelles exigences.

#### Licences
- Licence en sciences de gestion ;
- Licence professionnelle en sciences politiques.

#### Masters
- Master en management de projets ;
- Master en santé internationale ;
- Master en gestion de l’environnement ;
- Master en droit et politiques de l’environnement ;
- Master en protection et droits de l’enfant ;
- Master en politique de développement et gestion des industries extractives ;
- Master en énergie renouvelable, développement et économie verte.

### Institut de Formations Ouverte et à Distance (IFOAD)
La création de l’ IFOAD participe de la mise en œuvre du Plan stratégique 2013-2020 de l'université Ouaga II, notamment à son axe 2, « amélioration de la qualité et de la pertinence des programmes d’enseignement et de la mise en œuvre du LMD».  
L’ IFOAD a pour but de participer  : 
- au développement et à la diversification de l’offre de formation de l’UO2 ;
- à l’accroissement du taux d’autofinancement de l’UO2 ;
- à l’accroissement des capacités d’accueil des nouveaux bacheliers.

L'IFOAD dispose de deux (02) types de formations: des formations diplômantes et des formations certifiantes.
Formations diplômantes :
- Master  Professionnel en Management des Organisations et des Associations (M1  & M2 MOA) ;
- Master Pro en développement local et gestion des collectivités territoriales  (M1 & M2 DEVLOG) ;
- Master Pro en planification et gestion des structures éducatives en planification et gestion des structures éducatives (M1 & M2 MPGSE).

Formations certifiantes :  
- Certificat de compétences en informatique et Internet (2CI) ;
- Certificat en suivi et évaluation de projets de développement (SEPRODEV) ;
- Certificat en gestion d’entreprises innovantes (GEI) ;
- Certificat concepteur de projets d’économie sociale et solidaire ;
- Certificat en gestion des structures éducatives (GSE).

### École doctorale
L’École doctorale de l'université Ouaga II couvre les deux (2) UFR (SEG et SJP). Selon l’arrêté n° 2012-267/MESS/SG/UO2 du  31 août 2012, l’école doctorale comprend des centres et des laboratoires regroupés autour d’un projet de formation qui s’inscrit dans la politique de l'université Ouaga II.
L’école doctorale offre aux étudiants :
- un encadrement scientifique assuré par les laboratoires ou les équipes de recherche reconnus ;
- des formations utiles à la conduite de leurs projets de recherche et à l’élaboration de leurs projets professionnels.

L’école doctorale a pour directeur le Pr Augustin Marie Gervais Loada, professeur titulaire en droit public et science politique et pour directeur adjoint Dr Omar Traoré, maître de conférences en mathématiques.

## Personnalités notables
- Ousmane Bougouma (1981-), président de l'Assemblée de transition (ALT) et enseignant de droit privé
- Adjima Thiombiano (1966-), ministre de l'Enseignement supérieur et président de l'université de 2018 à 2020